# Eucalyptus longifolia
Eucalyptus longifolia là một loài thực vật có hoa trong Họ Đào kim nương. Loài này được Link mô tả khoa học đầu tiên năm 1822.

## Hình ảnh

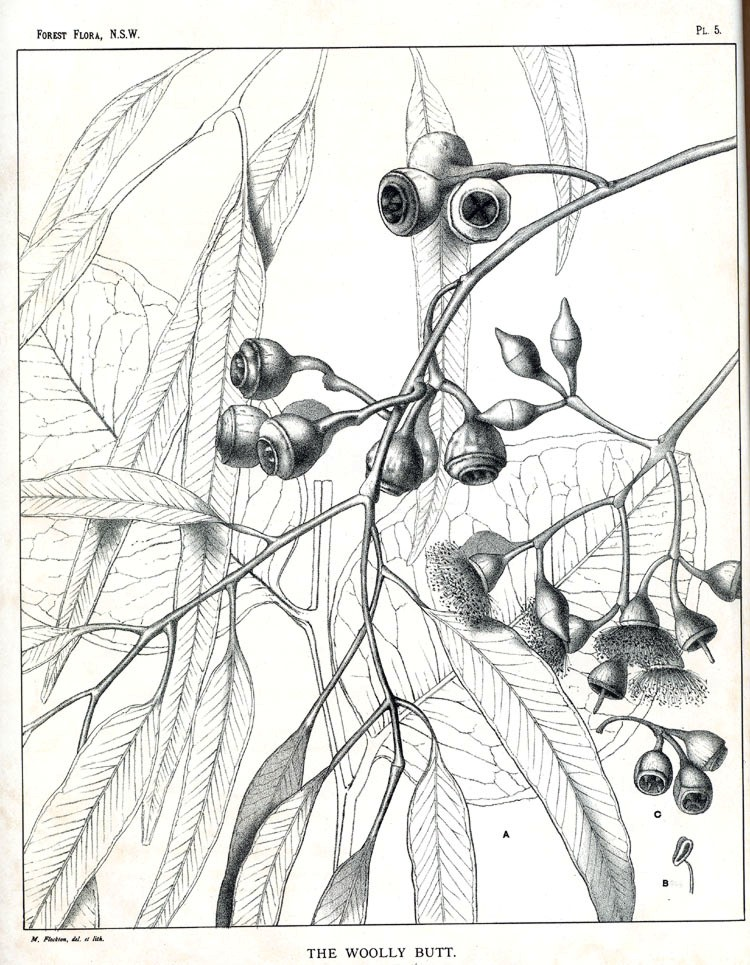